# Kenchenahalli, Bhadravati
Kenchenahalli là một làng thuộc tehsil Bhadravati, huyện Shimoga, bang Karnataka, Ấn Độ.